# Kris Holden-Ried

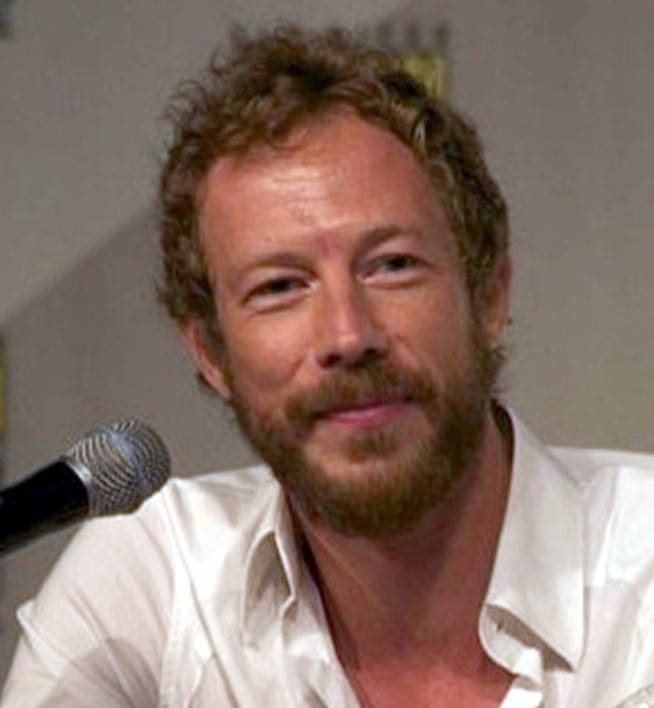
Kris Holden-Ried (2012)

Kristen Josef „Kris“ Holden-Ried (* 1. August 1973 in Pickering, Ontario) ist ein kanadischer Schauspieler.

## Leben
Holden-Ried ist ein ehemaliges Mitglied der kanadischen Nationalmannschaft im Modernen Fünfkampf. Er studierte an der Concordia University School of Business in Montreal. Er hat eine abgeschlossene Ausbildung im Reiten und Fechten.

## Filmografie (Auswahl)
- 1995: Ivanhoe, der junge Ritter (Young Ivanhoe, Fernsehfilm)
- 1997: Es lebt! (Habitat)
- 2000: The Crossing – Die entscheidende Schlacht (The Crossing)
- 2000: Tödliche Gerüchte (Gossip)
- 2002: K-19 – Showdown in der Tiefe (K19: The Widowmaker)
- 2003: Gefangen im ewigen Eis – Die Geschichte der Dr. Jerri Nielsen (Ice Bound, Fernsehfilm)
- 2004: Touch of Pink
- 2007: Emotional Arithmetic
- 2007: Die Tudors (The Tudors, Fernsehserie, 7 Folgen)
- 2009: Santa Baby 2
- 2009: Murdoch Mysteries (Fernsehserie, 1 Folge)
- 2010–2015: Lost Girl (Fernsehserie, 72 Folgen)
- 2010: Ben Hur
- 2010: The Bridge (Fernsehserie, 3 Folgen)
- 2011: Republic of Doyle – Einsatz für zwei (Republic of Doyle, Fernsehserie, 1 Folge)
- 2011–2014: The Listener – Hellhörig (The Listener, Fernsehserie, 15 Folgen)
- 2012: Underworld: Awakening
- 2013: The Returned – Weder Zombies noch Menschen (The Returned)
- 2017: Arrow (Fernsehserie, 2 Folgen)
- 2017–2019: Vikings (Fernsehserie, 11 Folgen)
- 2018: Cardinal (Fernsehserie, 6 Folgen)
- 2019–2023: Departure (Fernsehserie)
- 2020: The Umbrella Academy (Fernsehserie, 9 Folgen)
- 2021: Dark Web: Cicada 3301